# Álvaro Jurado Espinosa
Álvaro Jurado Espinosa (Córdoba, 5 de septiembre de 1981) es un exfutbolista y entrenador español. Actualmente es el segundo entrenador del Sevilla Fútbol Club C. Jugaba como centro campista.

## Trayectoria
Se formó en las categorías inferiores del Sevilla FC en el que llegó a debutar en la Temporada 2001/02. En 2005, Unai Emery lo fichó junto a su compañero Fernando Vega para el Lorca Deportiva, club recién ascendido a la Segunda División española. Tras su paso por el conjunto murciano, con el que estuvo a punto de ascender a la Primera División, firma por la UD Salamanca, club en el que permanecería durante 3 temporadas.
En la temporada 2010-11 el jugador desciende de categoría para incorporase a la disciplina del Cádiz CF, su actual club, con el que llegó a jugar los play-off de ascenso a la Liga Adelante.
En el 2014 se retira en el CD Alcalá debido a una lesión que venia arrastrando desde su etapa en el Cádiz CF.

## Clubes
| Club            | País    | Año         |
| --------------- | ------- | ----------- |
| Sevilla B       | España  | 2001 - 2005 |
| Lorca Deportiva | España  | 2005 - 2007 |
| UD Salamanca    | España  | 2007 - 2010 |
| Cádiz CF        | España  | 2010 - 2012 |
| Piast Gliwice   | Polonia | 2012 - 2013 |
| CD Alcalá       | España  | 2013 - 2014 |

## Palmarés
- Sevilla Atlético: Segunda División B de España 2004/05
- Cádiz CF: Segunda División B de España 2011/12
- Piast Gliwice: Segunda división de Polonia